# 安倍清行
安倍 清行（あべ の きよゆき/きよつら）は、平安時代前期の貴族・歌人。大納言・安倍安仁の子。官位は従四位上・讃岐守。

## 経歴
承和3年（836年）12歳で文章生に補せられる。のち大内記を務め、天安3年（859年）には領渤海客使を兼ねたが、同年4月に父・安仁が没したため客使の職を辞している（この時の位階は正六位上）。
貞観2年（860年）従五位下・次侍従に叙任される。清和朝では、勘解由次官・大宰少弐・鋳銭長官・周防守・左衛門権佐などを歴任し、この間の貞観16年（874年）に従五位上に叙せられている。陽成朝に入り、元慶2年（878年）五位蔵人兼右少弁に任ぜられると、元慶5年（881年）左少弁、元慶8年（884年）右中弁と弁官を歴任し、この間の元慶7年（883年）正五位下に叙せられている。
仁和2年（886年）従四位下・陸奥守に叙任されると、寛平6年（894年）讃岐守と、光孝朝の半ば以降は主に地方官を務めた。寛平7年（895年）従四位上に至る。昌泰3年（900年）卒去。享年76。
勅撰歌人として、『古今和歌集』に小野小町との贈答歌を含む、和歌作品2首が採られている。また、娘の讃岐も同じく和歌作品が1首入集している。

## 官歴
注記のないものは『日本三代実録』による。
- 承和3年（836年） 春：文章生[4]
- 時期不詳：正六位上。大内記
- 天安3年（859年） 正月28日：兼領渤海客使。4月：辞領渤海客使
- 貞観2年（860年） 11月16日：従五位下、次侍従[4]
- 時期不詳：勘解由次官
- 貞観6年（864年） 正月16日：大宰少弐
- 時期不詳：去大宰少弐（母服喪）
- 貞観10年（868年）2月17日：大宰少弐
- 貞観12年（870年） 3月：鋳銭長官[4]
- 貞観13年（871年） 正月29日：周防守[4]
- 貞観16年（874年） 正月7日：従五位上[4]
- 貞観18年（876年） 2月15日：左衛門権佐[4]
- 元慶2年（878年） 2月15日：右少弁。12月：五位蔵人[4]
- 元慶3年（879年） 8月：伊予守[4]
- 元慶4年（879年） 正月：播磨守[4]
- 元慶5年（881年） 7月：左少弁[4]
- 元慶7年（883年） 正月7日：正五位下
- 元慶8年（884年） 5月26日：右中弁。10月2日：装束司次官（大嘗会）
- 仁和2年（886年） 正月16日：陸奥守。9月4日：従四位下
- 寛平6年（894年） 正月15日：讃岐守[4]
- 寛平7年（895年） 8月：従四位上[4]
- 昌泰3年（900年） 日付不詳：卒去[4]